# Henry Wotton
Henry Wotton, född 30 mars 1568 på släktgodset Bocton Hall i Boughton Malherbe i Kent, död i december 1639 i Eton, var en engelsk diplomat. Han var halvbror till Edward Wotton, 1:e baron Wotton.

## Biografi
Wotton studerade 1584–1588 i Oxford, vistades sedan på studieresor i Österrike, Italien och Schweiz till 1594 och blev kort efter hemkomsten sekreterare hos earlen av Essex. Vid Essex fall flyttade han de båda följande åren i Venedig och Florens, där han skrev The state of christendom, vilket var en översikt av samtidens politik, tryckt först 1657. På storhertigens av Toskana uppdrag reste han 1602 över Sverige till Skottland för att varna kung Jakob om mordplaner mot honom. Han vann därmed dennes tacksamhet, erhöll efter Jakobs tronbestigning i England 1603 knightvärdighet och blev 1604 kungens sändebud i Venedig. År 1612 återkallades Wotton, på grund av att man mot Jakobs politik i en skrift använt den skämtsamma definition på diplomat, som Wotton 1604 i en väns stambok nedskrivit: "en hederlig man, sänd utomlands att ljuga för sitt lands bästa". Wotton återfick 1614 Jakobs gunst, förhandlade samma år i Haag om jülichska arvet och var åter ambassadör i Venedig 1616–1620 och 1621–1624. En beskickning 1620 till kejsaren för att rädda kungen av Böhmen undan dennes anfall blev resultatlös. Wotton var från 1624 till sin död föreståndare (provost) för Eton College och fick i uppdrag att skriva Englands historia, vilket han dock inte gjorde. Han var en begåvad litterär amatör och skrev bland annat lyriska dikter. En diktsamling och brev med mera, Reliquiæ Wottonianæ, utgavs 1651 med biografisk inledning av hans vän Izaak Walton, hans Letters and despatches 1617–1620 år 1850.